# Hyltarp
Hyltarp är en småort i Svedala socken i Svedala kommun, Skåne län.